# Langue V2
 (mars 2021).
Si vous disposez d'ouvrages ou d'articles de référence ou si vous connaissez des sites web de qualité traitant du thème abordé ici, merci de compléter l'article en donnant les références utiles à sa vérifiabilité et en les liant à la section « Notes et références ».

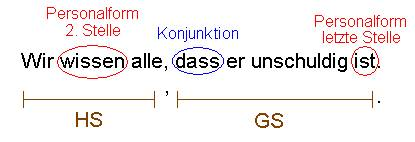
Structure grammaticale de l'allemand, langue V2.

Une langue à verbe second, ou en abrégé langue V2, est, en typologie syntaxique, une langue dont les propositions principales ont toujours un verbe comme deuxième constituant. Cette condition n'est pas nécessaire pour les autres types de propositions.

## Effet V2
L'effet V2 est démontré clairement dans les phrases suivantes en néerlandais :
Ik las gisteren dit boek
je lus hier ce livre
(J'ai lu hier ce livre)
Gisteren las ik dit boek
hier lus je ce livre
(Hier j'ai lu ce livre)
Dit boek las ik gisteren
ce livre lus je hier
(Ce livre, je l'ai lu hier)
On peut avoir l'impression que le verbe est en troisième position dans la dernière phrase, mais il en est en fait le deuxième constituant, le premier étant « dit boek » (ce livre).
Noter le contraste avec les propositions imbriquées suivantes :
Het boek, dat ik gisteren las
le livre, que je hier lus
(Le livre que j'ai lu hier)
Ik zei dat ik gisteren dit boek las
j'ai dit que je hier ce livre lus
(J'ai dit que j'ai lu ce livre hier)
On analyse habituellement ce processus V2 de la façon suivante pour le néerlandais (la même analyse peut être faite pour l'allemand) : dans sa position « normale », le verbe est en fin de proposition (sujet-objet-verbe, SOV) et, dans les propositions principales, le verbe flexionnel se déplace en deuxième position.
Cette analyse est confortée par le fait que, dans les phrases contenant des groupes verbaux, seul l'auxiliaire apparaît en deuxième position :
Ik heb dit boek gelezen
je ai ce livre lu
(J'ai lu ce livre)
Ik heb dit boek willen lezen
je ai ce livre vouloir lire
(J'ai voulu lire ce livre)
Ik heb dit boek willen kunnen lezen
je ai ce livre vouloir pouvoir lire
(J'ai voulu pouvoir lire ce livre)
En allemand, l'ordre des mots est différent pour les auxiliaires, ces derniers étant placés après le verbe principal. On trouvera la version allemande ci-dessous, à comparer à la version néerlandaise présentée plus haut.
Ich habe dieses Buch gelesen
je ai ce livre lu
(J'ai lu ce livre)
Ich habe dieses Buch lesen wollen
je ai ce livre lire vouloir
(J'ai voulu lire ce livre)
Ich habe dieses Buch lesen können wollen
je ai ce livre lire pouvoir vouloir
(J'ai voulu pouvoir lire ce livre)
En breton (même s'il y a des formes en VSO de façon exceptionnelle avec le verbe aller ou le verbe être de lieu)
Je lis un livre aujourd'hui dans la prairie avec un lapin.
Bez emaon o lenn ul levr gant ul lapin en ur bradenn hiziv. (neutre, pas de topique)
Gant ul lapin emaon' o lenn ul levr en ur bradenn hiziv. (topique : avec le lapin)
Ul levr emaon o lenn gant ul lapin en ur bradenn hiziv. (topique : le livre)
En ur bradenn emaon o lenn ul levr gant ul lapin hiziv. (topique : dans la prairie)
Me zo o lenn ul levr gant ul lapin en ur bradenn hiziv. (topique : moi)
Hiziv emaon o lenn ul levr gant ul lapin en ur bradenn. (Topique : aujourd'hui)
Forme exceptionnelle avec emañ (verbe être de lieu) suivant l'ordre VSO :
Emaon o lenn ul levr gant ul lapin en ur bradenn hiziv.
Ici le verbe être de situation est en première position. Le verbe aller peut aussi être en première position.

## Classification
Le modèle V2 est d'abord associé aux langues germaniques, l'anglais étant une exception notable. Comme autres exemples, on peut citer l'ancien français (le français en a quelques traces dans des tournures à inversion, mais est devenu essentiellement SVO) et le cachemiri. Les autres verbes sont placés dans la position dictée par l'ordre des mots qui prévaut dans la langue : dans les langues par ailleurs SVO, telles que le suédois et l'islandais, le verbe est placé après le sujet mais avant l'objet; dans les langues par ailleurs SOV, telles que l'allemand et le néerlandais, le verbe est placé après l'objet.
En outre, on peut distinguer deux catégories principales dans les langues V2. Les langues CP-V2 telles que le suédois et l'allemand autorisent uniquement le déplacement dans les propositions principales. En revanche, les langues IP-V2 telles que l'islandais et le yiddish imposent également le déplacement dans les propositions subordonnées. (Les termes CP et IP font référence à une théorie grammaticale particulière dans laquelle il existe une position appelée C, vers laquelle les verbes se déplacent dans les langues CP-V2. Si cette position est déjà occupée par le pronom « qui » ou « que » dans les propositions subordonnées, le déplacement est interdit. En revanche, dans les langues IP, il existe une position appelée I, suivant immédiatement la position C, qui n'est jamais occupée (sauf après le déplacement V2), autorisant ainsi le déplacement dans les propositions subordonnées. Bien que cette explication soit fournie par une théorie particulière, la différence entre grammaires suédoise et allemande d'une part, islandaise et yiddish d'autre part, existe réellement, et les termes « CP-V2 » et « IP-V2 » sont utilisés également par ceux qui ne souscrivent pas à cette théorie.)
Dans un stade primitif, l'anglais a été de type V2, et quelques vestiges de cette structure ancienne ont subsisté : des expressions figées comme « so am I » et des structures fécondes comme « I didn't go and neither did he », où le verbe précède le sujet ('I' et 'he', respectivement). Comme, dans l'anglais moderne, seuls les auxiliaires modaux peuvent se déplacer, il est nécessaire d'ajouter un do factice dans certains cas, afin de respecter cette règle. L'hypothèse a été émise que l'ordre des mots en vieil anglais était de type SVO, IP-V2.
Le breton est considéré généralement comme une langue VSO alors que les locuteurs le considèrent comme V2. En cas de subordonnée, cela dépend du mot qui lie. Si « parce que » est traduit par peogwir, on a une subordonnée en VSO. Si « parce que » est traduit par rak, on a une subordonnée en V2.

## Exemples

### CP-V2, SOV
Exemples en anglais, néerlandais et allemand (dans cet ordre) :
- I read this book yesterday.

Ik las dit boek gisteren.
Ich las dieses Buch gestern.
- Yesterday read I this book.

Gisteren las ik dit boek.
Gestern las ich dieses Buch
- I said that I this book yesterday read.

Ik zei dat ik dit boek gisteren las.
Ich sagte, dass ich dieses Buch gestern las.
- I said that I yesterday this book read.

Ik zei dat ik gisteren dit boek las.
Ich sagte, dass ich gestern dieses Buch las.

### CP-V2, SVO
Exemples en anglais et suédois (dans cet ordre) :
- I read this book yesterday.

Jag läste den här boken igår.
- Yesterday read I this book.

Igår läste jag den här boken.
- You know that I read this book yesterday.

Du vet att jag läste den här boken igår
- You know that yesterday I read this book.

Du vet att igår jag läste den här boken.

### IP-V2, SVO
Exemples en anglais et yiddish (dans cet ordre) :
- I read this book today.

Ikh leyen dos bukh haynt.
- Today read I this book.

Haynt leyen ikh dos bukh.
- You know that I read the book today.

Du veyst, az ikh leyen dos bukh haynt.
- You know that today read I the book.

Du veyst, az haynt leyen ikh dos bukh.